# Gerardo Carreres Bayarri
Gerardo Carreres Bayarri (València, 1885 – 1936) fou un advocat i polític valencià. Militava al Partit d'Unió Republicana Autonomista i fou membre de la Diputació de València el 1923. Posteriorment fou elegit diputat per la província de València a les eleccions generals espanyoles de 1931 i 1933. No va revalidar el seu escó a les eleccions de 1936.